# Cirilo Cánovas García
Cirilo Cánovas García (Requena, 9 de julio de 1899 - Madrid, 25 de enero de 1973) fue un ingeniero agrícola y político español perteneciente a FET de las JONS (Falange Española), con el que llegó a ser ministro de Agricultura durante la dictadura franquista entre los años 1957 y 1965.

## Biografía
Ingeniero Superior agrónomo, al concluir sus estudios en el año 1933 ingresa en el cuerpo de Ingenieros Agrónomos del Estado siendo destinado a Valencia. Al iniciarse la guerra civil española se incorporó al bando franquista, asumiendo la jefatura de la zona de vanguardia del Servicio de Recuperación Agrícola en los Ejércitos del Norte y Levante.  Estado en esa jefatura participó en las campañas bélicas de Tarragona, Castellón y Valencia. A esto hay que añadir que desempeñó también la jefatura del Servicio de Reforma Económica y Social de la Tierra de la Zona de Levante. Se trasladó a Burgos, capital del bando franquista durante la guerra, para hacerse cargo de los Servicios del Ministerio de Agricultura.
Al crearse el Instituto Nacional de Colonización en 1941, fue nombrado delegado regional de Levante, Baleares y Canarias. En ese mismo año ingresó en el Instituto Valenciano de Economía, formando parte de su Consejo Rector.
En 1952 es nombrado director general del  Ministerio de Agricultura, debida a la estrecha amistad que mantenía con Rafael Cavestany, nombrado Ministerio de Agricultura por Franco.

### Ministro de Agricultura
El día 25 de febrero de 1957 Cirilo Cánovas fue nombrado  ministro de Agricultura de España, cargo que ocupó hasta día el 7 de julio del año 1965. Durante su mandato como ministro de agricultura se dictaron la Ley de Montes y la Ley de Fincas mejorables, asimismo se desarrolló la concentración parcelaria. A su cese fue nombrado Presidente del Banco de Crédito Agrícola.

## Condecoraciones
En 1958 fue condecorado con la gran cruz de la Orden de Isabel la Católica por su gran paso y trayectoria política en el Gobierno de España.[cita requerida]